# La Imperial (Čile)
La Imperial ili Ciudad Imperial je bio grad u današnjem središnjem Čileu koji je osnovao Pedro de Valdivia 16. travnja 1552. godine. Dao mu je ime prema sv. rimskom caru Karlu V.
Grad je napušten 5. travnja 1600. i razoren. Posljedica je tog ustanak Mapuchea 1598. godine koji je izbio tijekom Araukanskog rata. Ruševine su dobile naziv Antigua Imperial. Grad je ponovo osnovan na istom mjestu 1882. godine pod imenom Carahue. 

## Naslovna biskupija
Budući da je grad razoren, ne funkcionira više kao obična katolička biskupija, nego je ostao kao naslovna laimperijalska biskupija.